# Kënga Magjike
Kënga Magjike (svenska: Magisk sång) är en av de största och viktigaste musikaliska festivalerna i Albanien.
Kënga Magjike skapades av den kända sångaren, kompositören och värden Ardit Gjebrea och tävlingen började sändas år 1999. Kënga Magjike sänds på TV-kanalen TV Klan. Tävlingen hålls vanligen i november varje år, med enstaka undantag.
Värd för programmet har alltid varit Ardit Gjebrea. Ett antal gånger har han lett programmet ensam, medan det vid vissa tillfällen funnits en kvinnlig co-värd. Vissa gånger har internationellt kända personer agerat värd tillsammans med Gjebrea, bland annat Natalia Estrada (2001 och 2002) och Brigitte Nielsen (2003). Det har också alltid funnits en jury som avgjort till vilken artist vilket pris skall delas ut. Flest segrar har sångerskan Aurela Gaçe som vunnit tävlingen vid tre tillfällen: 2007, 2014 och 2015.

## Värdar
| År   | Värdar                                       | Plats                | Regissör                     |
| ---- | -------------------------------------------- | -------------------- | ---------------------------- |
| 1999 | Ardit Gjebrea                                | Pallati i Kongreseve | Pali Kuke                    |
| 2000 | Ardit Gjebrea                                | Pallati i Kongreseve | Pali Kuke                    |
| 2001 | Ardit Gjebrea & Natalia Estrada              | Pallati i Kongreseve | Pali Kuke                    |
| 2002 | Ardit Gjebrea & Natalia Estrada              | Pallati i Kongreseve | Vera Grabocka                |
| 2003 | Ardit Gjebrea & Brigitte Nielsen             | Pallati i Kongreseve | Vera Grabocka                |
| 2004 | Ardit Gjebrea                                | 1 Tetori Auditorium  | Vera Grabocka                |
| 2005 | Ardit Gjebrea & Denada Dajlani               | Pallati i Kongreseve | Agron Vulaj & Astrit Idrizi  |
| 2006 | Ardit Gjebrea                                | Pallati i Kongreseve | Agron Vulaj & Astrit Idrizi  |
| 2007 | Ardit Gjebrea                                | Pallati i Kongreseve | Agron Vulaj & Astrit Idrizi  |
| 2008 | Ardit Gjebrea, Artemisa Ozaj & Anis Brahimi  | Pallati i Kongreseve | Agron Vulaj & Astrit Idrizi  |
| 2009 | Ardit Gjebrea                                | Pallati i Kongreseve | Agron Vulaj & Astrit Idrizi  |
| 2010 | Ardit Gjebrea                                | Pallati i Kongreseve | Agron Vulaj & Astrit Idrizi  |
| 2011 | Ardit Gjebrea & Songül Öden                  | Pallati i Kongreseve | Agron Vulaj & Astrit Idrizi  |
| 2012 | Ardit Gjebrea, Olta Gixhari & Armina Mevlani | Pallati i Kongreseve | Pali Kuke & Gaetano Castelli |
| 2013 | Ardit Gjebrea                                | Pallati i Kongreseve | Pali Kuke & Gaetano Castelli |
| 2014 | Ardit Gjebrea & MAD TV:s programledare       | Pallati i Kongreseve | Pali Kuke & Gaetano Castelli |
| 2015 | Ardit Gjebrea & Almeda Abazi                 | Pallati i Kongreseve | Pali Kuke & Gaetano Castelli |
| 2016 | Ardit Gjebrea & Kronprinsessan Elia Zaharia  | Pallati i Kongreseve | Pali Kuke & Gaetano Castelli |
| 2017 | Ardit Gjebrea, Ariola Shehu & Nevina Shtylla | Pallati i Kongreseve | Gaetano Castelli             |
| 2018 | Ardit Gjebrea                                | Pallati i Kongreseve | Aldon Lipe                   |
| 2019 | Ardit Gjebrea & Adrola Dushi                 | Pallati i Kongreseve | Aldon Lipe                   |

## Vinnare
| År   | Utgåva             | Artist                          | Sång                          | Kompositör         | Textförfattare  |
| ---- | ------------------ | ------------------------------- | ----------------------------- | ------------------ | --------------- |
| 1999 | Kënga Magjike 1    | Elsa Lila                       | "Vetëm një fjalë"             | Alfred Kaçinari    | Jorgo Papingji  |
| 2000 | Kënga Magjike 2    | Irma Libohova & Eranda Libohova | "Një mijë ëndrra"             | Kristi             | Irma Libohova   |
| 2001 | Kënga Magjike 3    | Rovena Dilo & Pirro Çako        | "Për një çast më ndali zemra" | Pirro Çako         | Timo Flloko     |
| 2002 | Kënga Magjike 4    | Mira Konçi                      | "E pathëna fjalë"             | Shpëtim Saraçi     | Pandi Laço      |
| 2003 | Kënga Magjike 5    | Ema Bytyçi                      | "Ku je ti"                    | Adrian Hila        | Adrian Hila     |
| 2004 | Kënga Magjike 6    | Irma Libohova                   | "Prapë tek ti do të vij"      | Irma Libohova      | Florian Kondi   |
| 2005 | Kënga Magjike 7    | Genta Ismajli                   | "Nuk dua tjetër"              | Adrian Hila        | Adrian Hila     |
| 2006 | Kënga Magjike 8    | Armend Rexhepagiqi              | "Kur dashuria vdes"           | Armend Rexhepagiqi | Aida Baraku     |
| 2007 | Kënga Magjike 9    | Aurela Gaçe                     | "Hape veten"                  | Flori Mumajesi     | Timo Flloko     |
| 2008 | Kënga Magjike 10   | Jonida Maliqi                   | "Njëri nga ata"               | Kaliopi            | Aida Baraku     |
| 2009 | Kënga Magjike 11   | Eliza Hoxha & Rosela Gjylbegu   | "Rruga e zemrës"              | Darko Dimitrov     | Eliza Hoxha     |
| 2010 | Kënga Magjike 12   | Juliana Pasha & Luiz Ejlli      | "Sa e shitë zemrën"           | Pirro Çako         | Pirro Çako      |
| 2011 | Kënga Magjike 13   | Redon Makashi                   | "Më lër të fle"               | Redon Makashi      | Redon Makashi   |
| 2012 | Kënga Magjike 14   | Alban Skënderaj                 | "Refuzoj"                     | Alban Skënderaj    | Alban Skënderaj |
| 2013 | Kënga Magjike 15   | Besa Kokëdhima                  | "Tatuazh në zemër"            | Darko Dimitrov     | Alban Skënderaj |
| 2014 | Kënga Magjike 2014 | Aurela Gaçe ft. Young Zerka     | "Pa kontroll"                 | Adrian Hila        | Adrian Hila     |
| 2015 | Kënga Magjike 2015 | Aurela Gaçe                     | "Akoma jo"                    | Adrian Hila        | Adrian Hila     |
| 2016 | Kënga Magjike 2016 | Rozana Radi                     | "Ma thuaj ti"                 | Elgit Doda         | Rozana Radi     |
| 2017 | Kënga Magjike 2017 | Anxhela Peristeri               | "E çmendur"                   | Kledi Bahiti       | Olti Curri      |
| 2018 | Kënga Magjike 2018 | Flori Mumajesi                  | "Plas"                        | Flori Mumajesi     | Flori Mumajesi  |
| 2019 | Kënga Magjike 2019 | Eneda Tarifa                    | "Ma zgjat dorën"              | Flori Mumajesi     | Flori Mumajesi  |

### Flerfaldiga vinnare
- Vissa artister har lyckats vinna tävlingen mer än en gång:

| Artist        | Vinster | År               |
| ------------- | ------- | ---------------- |
| Aurela Gaçe   | 3       | 2007, 2014, 2015 |
| Irma Libohova | 2       | 2000, 2004       |